# Byōdō-ji (Anan)
Byōdō-ji est le 22e temple du pèlerinage de Shikoku. 
Il situé sur la municipalité de Anan, préfecture de Tokushima, au Japon.
On y accède, depuis le temple 21, Tairyū-ji après une marche d'environ 10 km en montagne. 
Selon la légende, Kukai aurait creusé un puits dont jaillit une eau blanche laiteuse (hakusui) dotée de propriétés curatives pour plusieurs maladies. 
Selon les croyances, cette eau apporterait la bonne fortune. 
Fait rare dans un temple aussi petit, le temple Byōdō-ji possède des gardiens Nio, étonnantes statues qui protègent le temple des esprits malins.
En 2015, le Byōdō-ji est désigné Japan Heritage avec les 87 autres temples du pèlerinage de Shikoku.

## Galerie

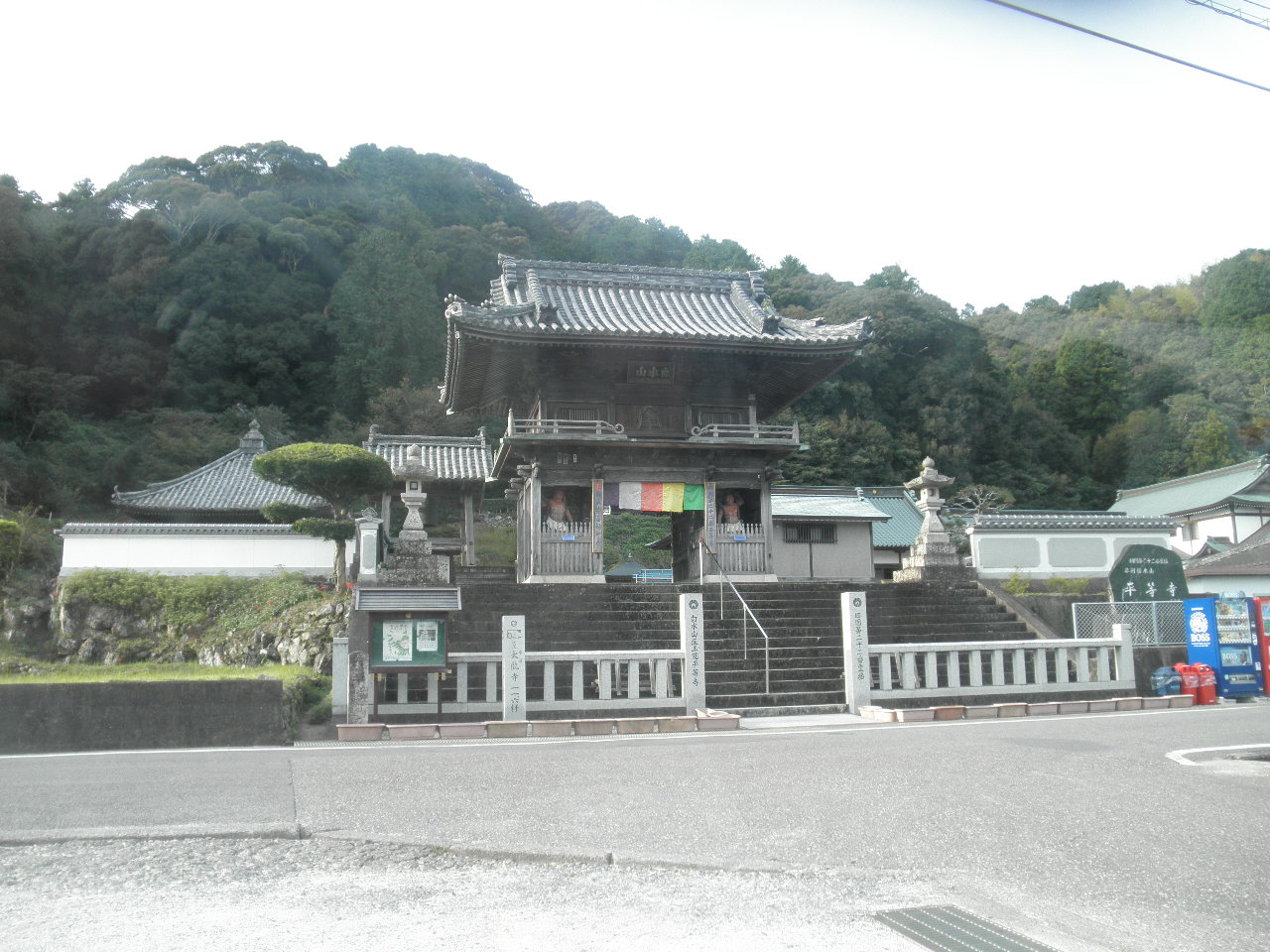
Vue depuis la route
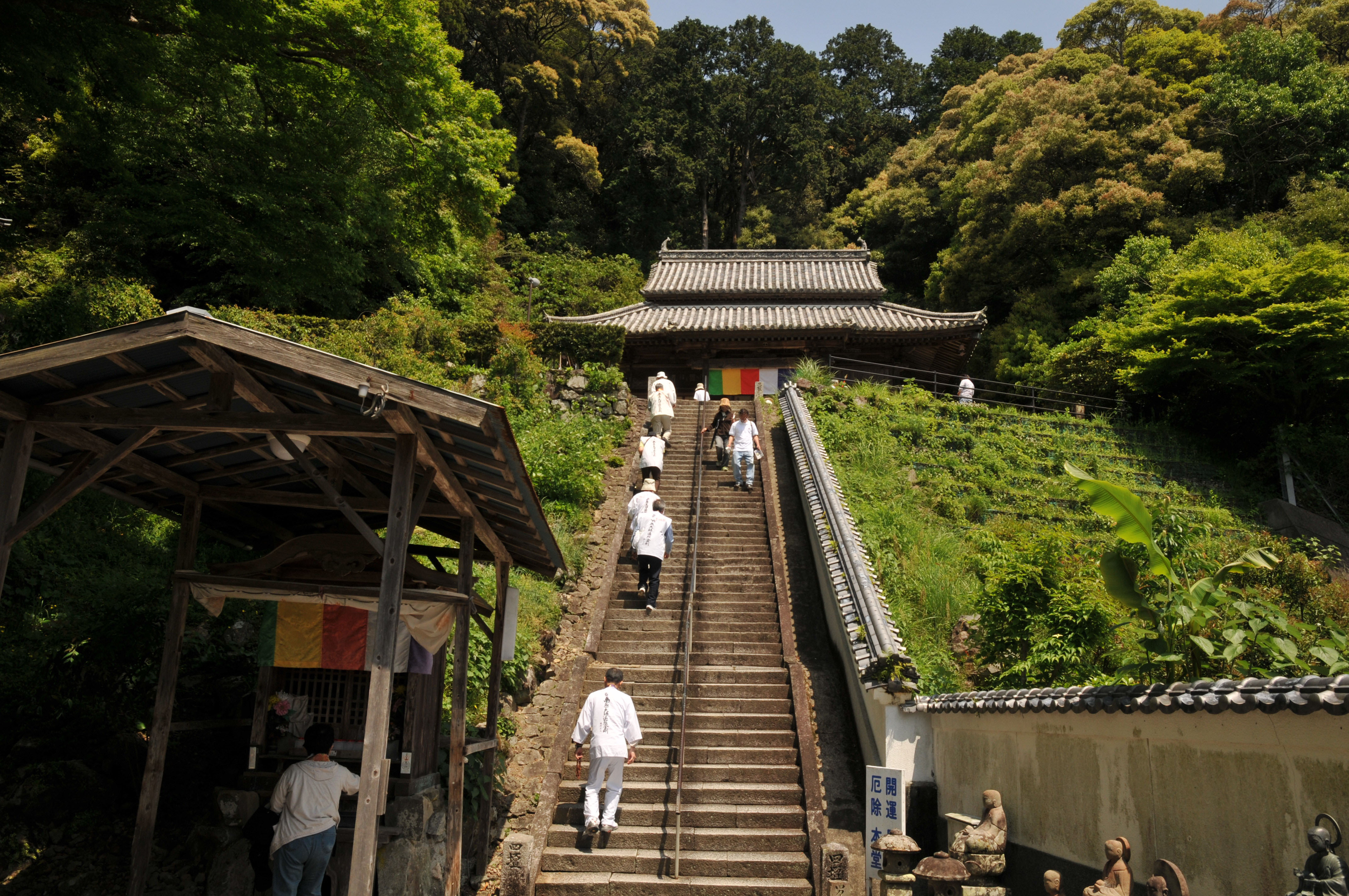
Escalier menant au hall principal
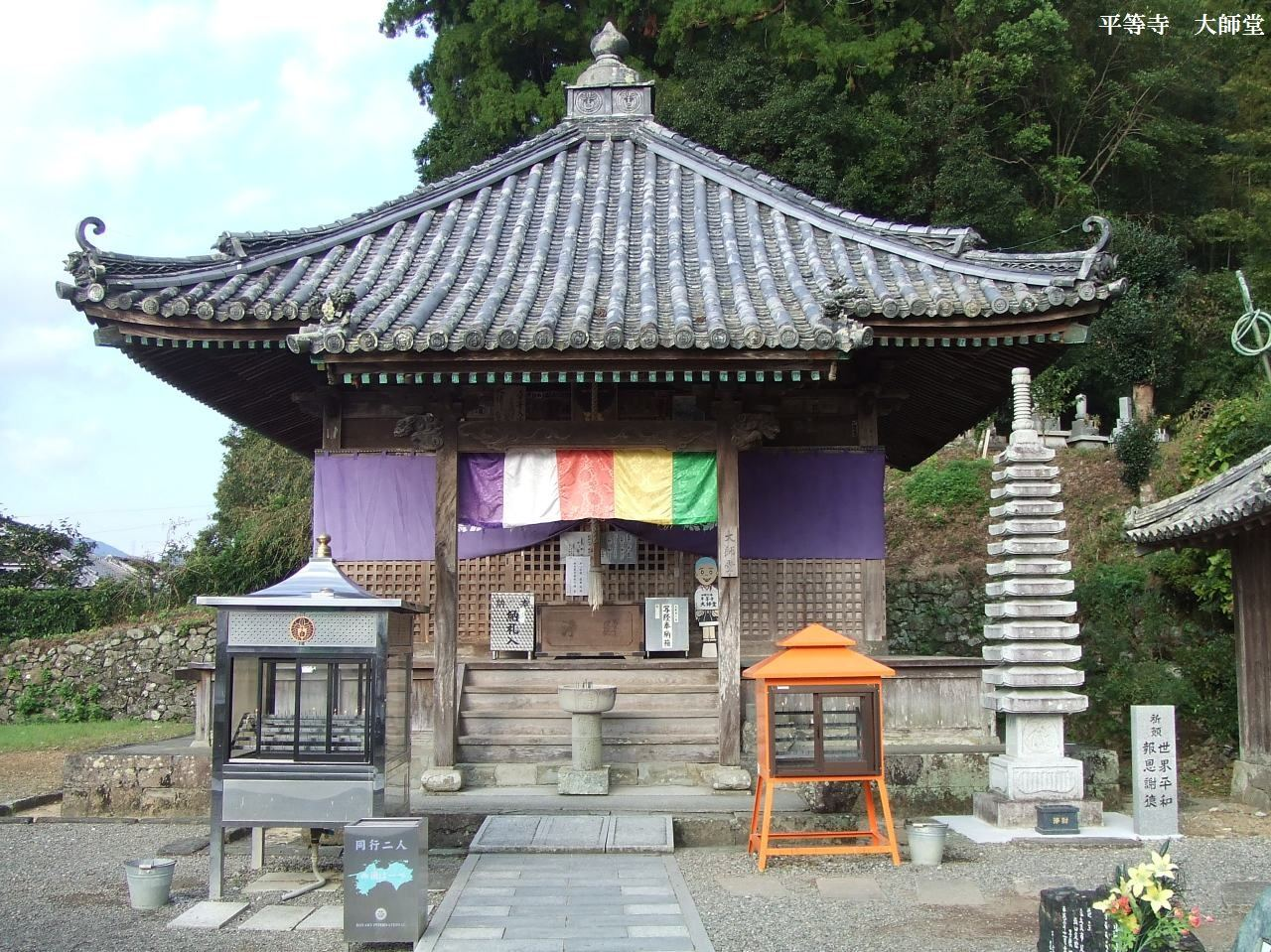
Daishido
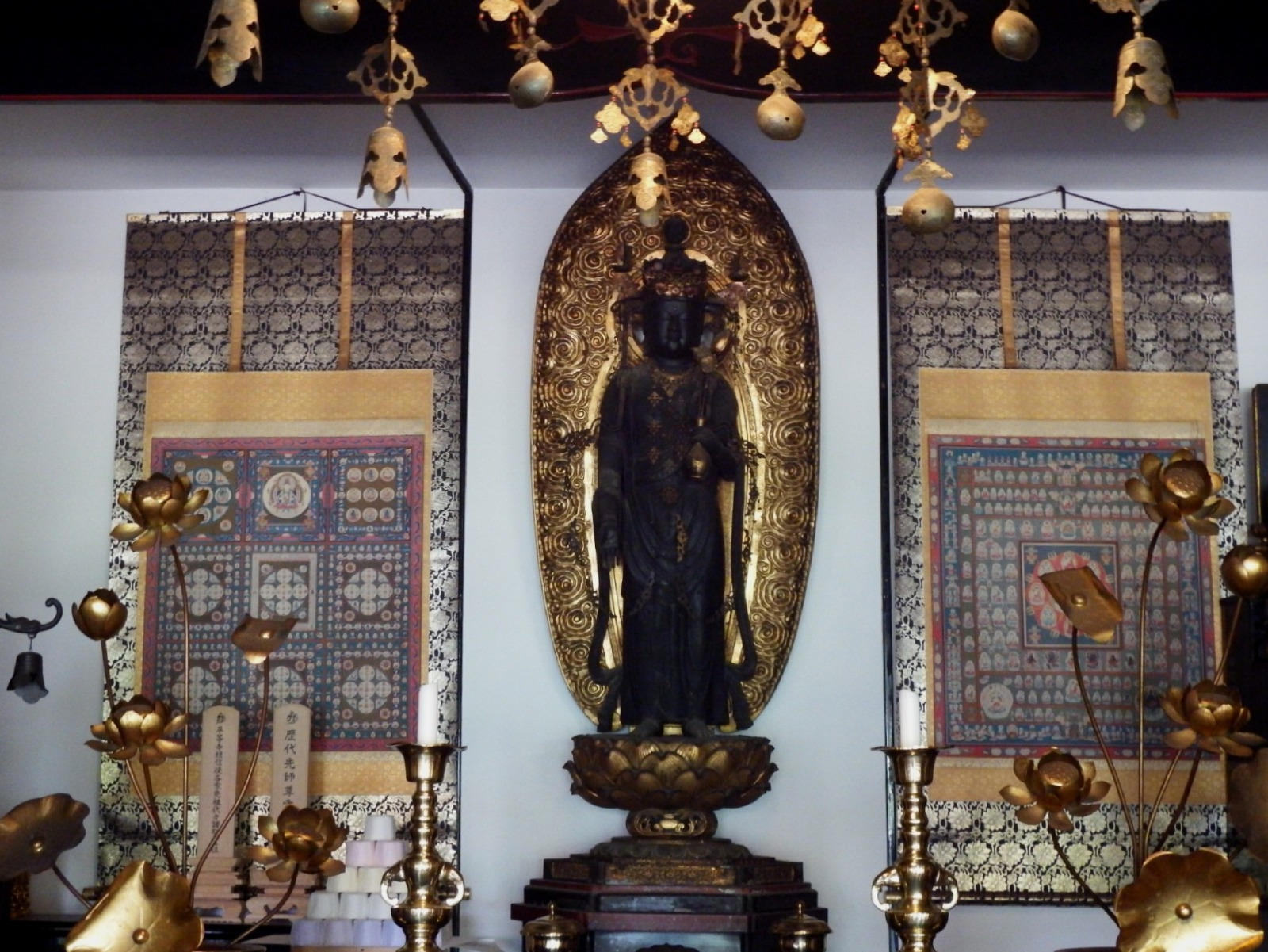